# Сант-Іскла-да-Балялта
Сант-Іскла-да-Балялта — муніципалітет у регіоні Маресме , Каталонія, Іспанія. Він розташований усередині країни від узбережжя, в долині річки Сан-Поль нижче хребта Монтегре. Місцева дорога з'єднує місто з Ареньш-да-Мун, Сан-Сабрія-да-Балялта і Сан-Поль-де-Мар.